# ووترتاون (تينيسي)
ووترتاون (بالإنجليزية: Watertown, Tennessee)‏ هي بلدة تقع بولاية تينيسي في الولايات المتحدة. تأسست عام 1780، تبلغ مساحتها 3.2 (كم²)، وترتفع عن سطح البحر 199 م، بلغ عدد سكانها 1477 نسمة في عام 2010 حسب إحصاء مكتب تعداد الولايات المتحدة وتصل الكثافة السكانية فيها 418.5 نسمة/كم2.

## التركيبة السكانية
حدّد مكتب تعداد الولايات المتحدة بيانات التركيبة السكانية لووترتاون في تعداد الولايات المتحدة. في ما يلي، التركيبة السكانية حسب تعدادي 2000 و2010.

### تعداد عام 2000
بلغ عدد سكان ووترتاون 1,358 نسمة بحسب تعداد عام 2000، وبلغ عدد الأسر 542 أسرة وعدد العائلات 378 عائلة مقيمة في المدينة. في حين سجلت الكثافة السكانية 365.1 نسمة لكل كيلومتر مربع (945.6/ميل2). وبلغ عدد الوحدات السكنية 605 وحدة بمتوسط كثافة قدره 162.6 لكل كيلومتر مربع (421.1/ميل2).
وتوزع التركيب العرقي للمدينة بنسبة 91.24% من البيض و6.11% من الأمريكيين الأفارقة و0.37% من الأمريكيين الأصليين و0.07% من الأمريكيين ذوي الأصول الآسيوية و0.66% من الأعراق الأخرى و1.55% من عرقين مختلطين أو أكثر و1.25% من الهسبانيون أو اللاتينيون من أي عرق.
بلغ عدد الأسر 542 أسرة كانت نسبة 37.3% منها لديها أطفال تحت سن الثامنة عشر تعيش معهم، وبلغت نسبة الأزواج القاطنين مع بعضهم البعض 51.5% من أصل المجموع الكلي للأسر، ونسبة 13.3% من الأسر كان لديها معيلات من الإناث دون وجود شريك، بينما كانت نسبة 5% من الأسر لديها معيلون من الذكور دون وجود شريكة وكانت نسبة 30.3% من غير العائلات. تألفت نسبة 28.4% من أصل جميع الأسر من عدة أفراد يعيشون في نفس المنزل ونسبة 14.6% كانت تتألف من شخص يعيش بمفرده يبلغ من العمر 65 عاماً أو أكثر. وبلغ متوسط حجم الأسرة المعيشية 2.51، أما متوسط حجم العائلات فبلغ 3.06.
بلغ العمر الوسطي للسكان 36.6 عاماً. وكانت نسبة 26.7% من القاطنين تحت سن الثامنة عشر، وكانت نسبة 8.5% بين الثامنة عشر والرابعة والعشرين عاماً، ونسبة 28.3% كانت واقعةً في الفئة العمرية ما بين الخامسة والعشرين والرابعة والأربعين عاماً، ونسبة 21.2% كانت ما بين الخامسة والأربعين والرابعة والستين، ونسبة 15.4% كانت ضمن فئة الخامسة والستين عاماً فما فوق. يوجد لكل 100 أنثى 89.7 ذكر، ويوجد لكل 100 أنثى في الثامنة عشر من عمرها فما فوق 82.8 ذكر.
بلغ متوسط دخل الأسرة في المدينة 35,662 دولارًا، أما متوسط دخل العائلة فبلغ 41,484 دولارًا. وكان متوسط دخل الذكور 30,263 دولارًا مقابل 22,500 دولارًا للإناث. وسجل دخل الفرد الخاص بالمدينة 17,008 دولارًا. وكانت نسبة 9.2% من العائلات ونسبة 11% من السكان تحت خط الفقر، وكان من هؤلاء نسبة 15.4% تحت سن الثامنة عشر ونسبة 8.5% في الخامسة والستين من العمر وما فوق.

### تعداد عام 2010
بلغ عدد سكان ووترتاون 1,477 نسمة بحسب تعداد عام 2010، وبلغ عدد الأسر 561 أسرة وعدد العائلات 390 عائلة مقيمة في المدينة. في حين سجلت الكثافة السكانية 397 نسمة لكل كيلومتر مربع (1,028.2/ميل2). وبلغ عدد الوحدات السكنية 603 وحدة بمتوسط كثافة قدره 162.1 لكل كيلومتر مربع (419.8/ميل2).
وتوزع التركيب العرقي للمدينة بنسبة 91.13% من البيض و5.69% من الأمريكيين الأفارقة و0.34% من الأمريكيين الأصليين و0.07% من الأمريكيين ذوي الأصول الآسيوية و0.88% من الأعراق الأخرى و1.90% من عرقين مختلطين أو أكثر و2.91% من الهسبانيون أو اللاتينيون من أي عرق.
بلغ عدد الأسر 561 أسرة كانت نسبة 40.1% منها لديها أطفال تحت سن الثامنة عشر تعيش معهم، وبلغت نسبة الأزواج القاطنين مع بعضهم البعض 47.1% من أصل المجموع الكلي للأسر، ونسبة 17.3% من الأسر كان لديها معيلات من الإناث دون وجود شريك، بينما كانت نسبة 5.2% من الأسر لديها معيلون من الذكور دون وجود شريكة وكانت نسبة 30.5% من غير العائلات. تألفت نسبة 25.1% من أصل جميع الأسر من عدة أفراد يعيشون في نفس المنزل ونسبة 9.6% كانت تتألف من شخص يعيش بمفرده يبلغ من العمر 65 عاماً أو أكثر. وبلغ متوسط حجم الأسرة المعيشية 2.63، أما متوسط حجم العائلات فبلغ 3.18.
بلغ العمر الوسطي للسكان 35.0 عاماً. وكانت نسبة 28.4% من القاطنين تحت سن الثامنة عشر، وكانت نسبة 7.9% بين الثامنة عشر والرابعة والعشرين عاماً، ونسبة 26% كانت واقعةً في الفئة العمرية ما بين الخامسة والعشرين والرابعة والأربعين عاماً، ونسبة 24.7% كانت ما بين الخامسة والأربعين والرابعة والستين، ونسبة 13% كانت ضمن فئة الخامسة والستين عاماً فما فوق. وتوزع التركيب الجنسي للسكان بنسبة 47.3% ذكور و52.7% إناث.

## أعلام
- هاري فيليبس

## وصلات خارجية
- The US50 - Cities and Towns in Tennessee State
- Tennessee Cities and Towns, Facts, Map, Flag, Colleges, Government, and More